# Rade Bogdanović
Rade Bogdanović (n. 21 mai 1970) este un fost fotbalist sârb.

## Statistici
| Serbia | Serbia  | Serbia |
| An     | Meciuri | Goluri |
| ------ | ------- | ------ |
| 1997   | 3       | 2      |
| Total  | 3       | 2      |